# Мост Цзянъинь

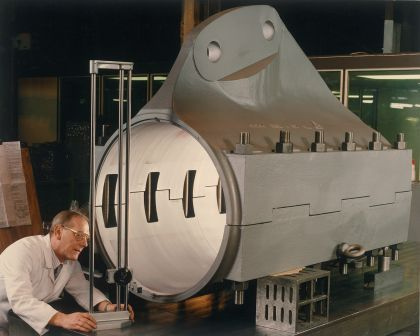
Крепление для канатов моста проходит контроль

Мост Цзянъинь — это самый близкий к морю на момент его постройки мост через реку Янцзы, однако позднее были построены ещё два моста ниже по течению: Сутунский мост и Шанхайские мост и тоннель через Янцзы. Он соединяет городской уезд Цзянъинь городского округа Уси провинции Цзянсу КНР и городской уезд Цзинцзян городского округа Тайчжоу той же провинции. Длина главного пролёта моста составляет 1385 метров, что делает его седьмым по длине пролёта висячим мостом в мире и крупнейшим в Китае на момент его завершения в 1999 году.
Мост расположен в центре провинции Цзянсу, через него проходит трафик двух национальных скоростных трасс: Скоростная дорога Тунцзян — Санья на восточном побережье и Скоростная дорога Пекин — Шанхай на западе. Есть три полосы движения в обоих направлениях и пешеходные тротуары. Месторасположение моста выбрано из-за узкости реки в этом месте. Высота моста над уровнем реки составляет 50 метров. Постройка моста была спланирована таким образом, что она была завершена к 50-летию китайской революции 1947 года. Это был первый мост такой большой протяженности, спроектированный в Китае. Фундамент начали закладывать в 1994 году. Проектирование и постройка моста были завершены чуть менее чем за три года. Пилоны имеют 190 метров в высоту, что примерно эквивалентно высоте 60-этажного здания. Основной пролет выполнен из единого стального пластины обтекаемой формы. Стальная ферма была создана за счет сбора из предварительно изготовленных элементов весом до 500 тонн (фото монтирования элемента). Общий объём инвестиций в мост составлял до 2.728 миллиардов юаней. Мост был открыт 28 сентября 1999 года. Цзян Цзэминь открыл мост торжественно перерезав ленточку. Этот впечатляющее строительство было проведено компанией Cleveland Bridge & Engineering Company из Великобритании. Goodwin Steel Castings Ltd, также из Великобритании, изготовили канаты. 
В 2002 году мост получил награду на Международной мостовой конференции за "... выдающиеся достижения в области инженерии мостов".